# Villa Maria (Colera)
Villa Maria és una casa del municipi de Colera (Alt Empordà) inclosa en l'Inventari del Patrimoni Arquitectònic de Catalunya.

## Descripció
És situada dins del nucli urbà de la població de Colera, a la banda de llevant del poble i delimitada pels carrers dels Horts i Francesc Ribera.
Edifici cantoner de planta rectangular, format per dos cossos adossats, amb la coberta de teula de dues vessants i distribuït en planta baixa i dos pisos. Presenta un cos sobrealçat situat a la cantonada nord-est, amb teulada de cinc vessants i sortida a un petit terrat posterior. Les obertures de l'edifici són rectangulars i presenten un emmarcament d'obra arrebossat, pintat de color grana. De la façana principal destaca la balconada situada al primer pis, amb la llosana rectangular motllurada, amb la data d'inauguració de la construcció, 1859. El finestral de sortida, d'obertura rectangular, està disposat a manera de tribuna, amb dos portals de sortida als laterals de la finestra. A la cantonada nord-est de l'edifici, coincidint amb el cos destacat de la construcció, hi ha dos balcons més exempts, amb les llosanes semicirculars i baranes de ferro treballades. Al seu costat destaca un gran mural pintat. Al parament de la cantonada sud-est hi ha el nom de l'edifici també pintat.
La construcció està arrebossada i pintada de color groc, amb un sòcol de pedra a la planta baixa.

## Història
Casa construïda vers els 1859, tal como ho testimonia la data pintada en blanc sobre l'entrada principal.